# Otokar

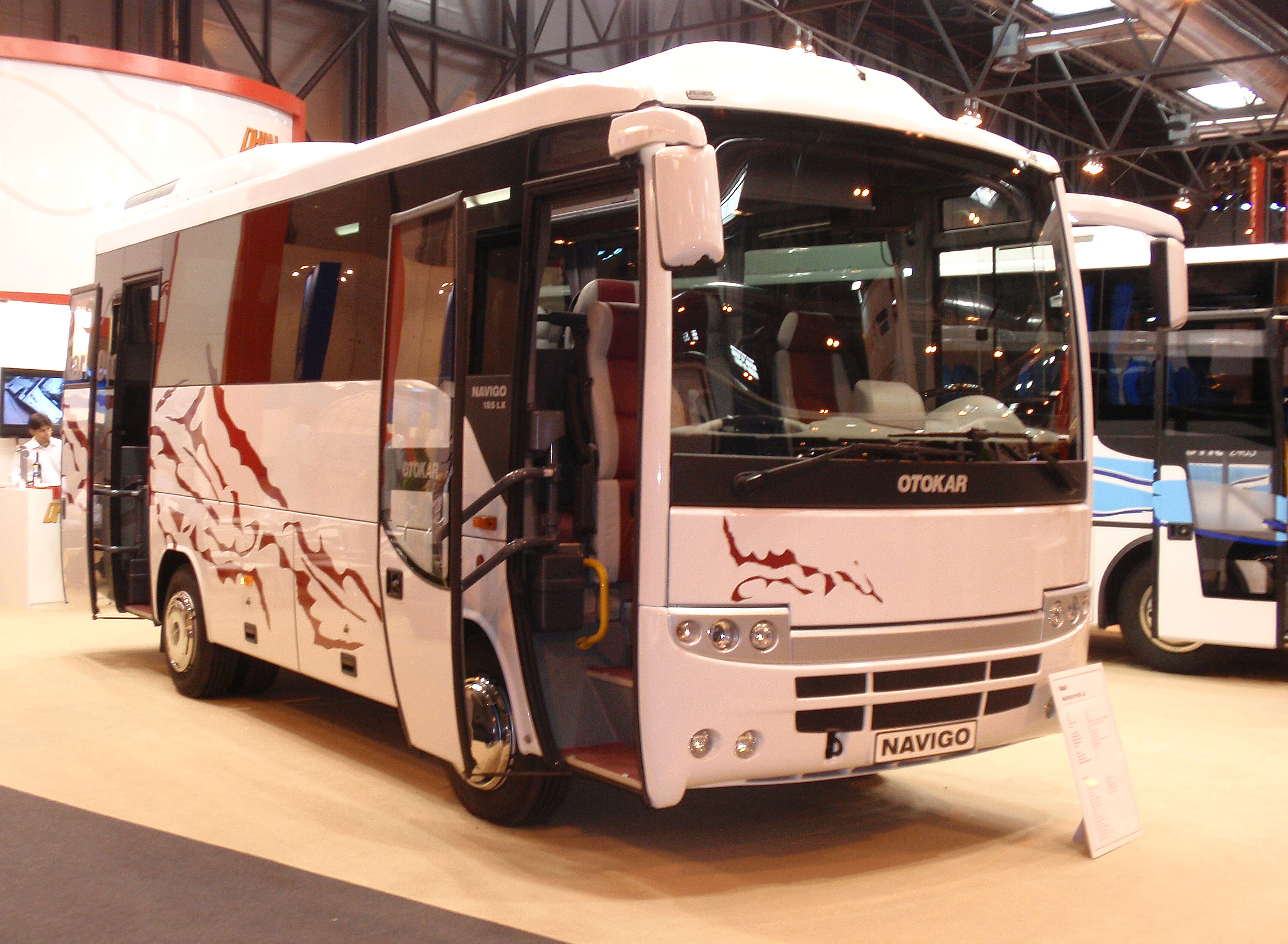
Otokar Navigo

Otokar Otomotiv ve Savunma Sanayi A.Ş. — дочерняя компания турецкой финансово-промышленной группы Koç Holding, специализирующаяся на производстве автобусов и военной техники. Производственные мощности расположены в иле Сакарья.
Фирма производит городские и междугородные автобусы особо малого, малого и среднего класса.

## Продукция
- M-2000 — городской микроавтобус длиной 5,6 метра, для 14 сидячих пассажиров.
- Серия Navigo имеет 5 вариантов, в зависимости от исполнения может иметь городские, междугородные и аэродромные модификации.
  - Navigo 125 L — городской автобус длиной 6,3 метра, с 25 сиденьями.
  - Navigo 145 S — междугородный автобус длиной 7,1 метра, с 27 сиденьями.
  - Navigo 165 S — междугородный автобус длиной 7,1 метра, с 27 сиденьями, двигателем Deutz (143 л. с.)

- Otokar Cobra — колёсный бронеавтомобиль, разработанный с использованием многих компонентов американского броневика HMMWV.
- Otokar ARMA  — турецкий колесный плавающий модульный бронетранспортёр